# Spinotrachelas capensis
Spinotrachelas capensis là một loài nhện trong họ Trachelidae.
Loài này thuộc chi Spinotrachelas. Spinotrachelas capensis được miêu tả năm 2006 bởi Haddad.